# Гоэмаи
Гоэмаи (также гоэмай; англ. Goemai, gǝ́mâi) — один из чадских языков ангасской группы. Носители языка называют себя и свой язык «гоэмай», название «анкве» употребляют соседние народы.
Согласно современной классификации, он принадлежит к западночадской подветви языков. Численность народности гоэмай составляет около 200 тысяч человек, но фактически носителей языка меньше; в основном они обитают на плато Джос. Для многих носителей языка вторым языком является хауса. Язык гоэмай подвергся сильному влиянию соседних языков семьи бенуэ-конго и хауса, который является языком межнационального общения для данного региона.
Письменностью для этого языка является латиница. Код для гоэмай в ISO 639-3 — ank. На этом языке выходит несколько радиопрограмм.

## Фонетика
Гоэмай — тоновый язык: в нём имеются четыре тона: два уровневых и два контурных. Имеются долгие и краткие гласные. Среди согласных имеются взрывные, фрикативные, носовые и плавные; выделяются также глайды. Среди взрывных согласных имеются глухие придыхательные, глухие непридыхательные, звонкие и имплозивные. Интересной особенностью языка гоэмай является наличие не только глухих и звонких, но и придыхательных фрикативных.

## Морфология
Гоэмай является в целом изолирующим языком, утратившим характерную для чадских языков глагольную морфологию; сохранились только показатели числа. Род существительных также отсутствует. Некоторые существа традиционно причисляются к мужскому или женскому полу: так, кролик (fuán) традиционно изображается в сказках как существо мужского пола, а цесарка (shóóm) — как женщина. Иногда женский род может обозначаться с помощью прибавления слова má(t) «женщина»: например, от слова shààr «дружба» можно образовать слова gòeshà «друг» (безразлично о мужчине и женщине) и màshà «подруга». Имеется ряд классифицирующих глаголов, которые категоризируют существительные в зависимости от их канонической позиции. Например, d'ú, d’wár «сажать» употребляется по отношению к предметам, которые стоят на месте (урожай в амбаре), встречаются в большом количестве (стаи птиц), плотно прилегают к чему-то (туфли), láng, léng «висеть, вешать, двигать(ся)» — о том, что может двигаться (животные, листья и плоды на деревьях), о том, что к чему-то привязано (дверные ручки, марки), расположено на чём-то (дома, дороги).
Единственное и множественное число выражается только у некоторых существительных лексическим способом (в основном это термины родства и названия частей тела): kwárám «раб» — shárám «рабы», màt «женщина» — shàràp «женщины». В отличие от большинства других чадских языков, гоэмай выделяет мужской и женский род в местоимениях только второго лица (а не второго и третьего): Mán bòe=yí=lúút môu «ты (женщина), не бойся».

## Синтаксис
Порядок слов в предложении подлежащее→сказуемое→дополнение.